# Andrea Mugione
Andrea Mugione (Caivano, 9 novembre 1940 – Napoli, 26 febbraio 2020) è stato un arcivescovo cattolico italiano.

## Biografia
Nasce a Caivano, in provincia di Napoli e diocesi di Aversa, il 9 novembre 1940.

### Formazione e ministero sacerdotale
Compie gli studi presso il seminario diocesano di Aversa e, successivamente, presso il Pontificio seminario regionale di Salerno dove segue i corsi di filosofia e teologia.
Il 28 giugno 1964 è ordinato presbitero, nella cattedrale di Aversa, dal vescovo Antonio Cece. L'ordinazione presbiterale gli viene conferita all'età di 23 anni, in seguito alla dispensa concessa da papa Paolo VI, avendo terminato il percorso di studi e formazione prima dell'età minima prevista dal vecchio codice di diritto canonico.
Ottiene in seguito la licenza e il dottorato in teologia dogmatica presso la Pontificia facoltà teologica dell'Italia meridionale. Tornato al Pontificio seminario regionale di Salerno, ivi svolge per alcuni anni l'incarico di vicerettore e docente di storia dell'arte.
Nel decennio 1968-1978 vive una forte ed incisiva esperienza missionaria in Venezuela, occupando il ruolo di vicario parrocchiale nella parrocchia di santa Lucia in Yaritagua, nello Stato di Yaracuy. È anche docente di filosofia, psicologia, storia dell'arte, religione, inglese e spagnolo, presso l'istituto magistrale e liceo classico della medesima parrocchia.
Rientrato in Italia, in seguito ricopre numerosi incarichi, tra i quali: direttore spirituale del seminario diocesano di Aversa dal 1978 al 1982 e - all'incirca nello stesso periodo - parroco di San Michele in Casapozzano di Orta di Atella dal 1980 al 1983; parroco di San Michele Arcangelo in Aversa dal 1983 al 1986; rettore del seminario diocesano di Aversa dal 1986 al 1988; docente di teologia morale e dogmatica presso l'Istituto diocesano di Scienze Religiose San Paolo di Aversa. Per la preziosa esperienza accumulata in Venezuela, è direttore dell'ufficio missionario diocesano di Aversa.

### Ministero episcopale
Il 17 marzo 1988 papa Giovanni Paolo II lo nomina vescovo di Cassano all'Jonio; succede a Giovanni Francesco Pala, deceduto il 21 maggio 1987. Il 28 aprile seguente riceve l'ordinazione episcopale, nella cattedrale di Aversa, dal cardinale Bernardin Gantin, prefetto della Congregazione per i vescovi, co-consacranti il vescovo di Aversa Giovanni Gazza e l'arcivescovo di Crotone-Santa Severina Giuseppe Agostino.
Il 21 novembre 1998 è nominato arcivescovo di Crotone-Santa Severina; succede a Giuseppe Agostino, precedentemente nominato arcivescovo di Cosenza-Bisignano.
Il 3 maggio 2006 papa Benedetto XVI lo nomina arcivescovo metropolita di Benevento; succede a Serafino Sprovieri, dimessosi per raggiunti limiti di età. Il 24 giugno successivo prende possesso dell'arcidiocesi, nella basilica santuario di Maria Santissima delle Grazie (essendo la cattedrale cittadina in fase di restauro). Il 29 giugno riceve il pallio dal papa, nella basilica di San Pietro in Vaticano.
Presso la Conferenza episcopale campana è vescovo delegato per l'evangelizzazione dei popoli e la cooperazione tra le Chiese.
Il 18 febbraio 2016 papa Francesco accoglie la sua rinuncia al governo pastorale dell'arcidiocesi di Benevento per raggiunti limiti di età, presentata il 9 novembre 2015; gli succede Felice Accrocca, del clero di Latina-Terracina-Sezze-Priverno. Rimane amministratore apostolico dell'arcidiocesi fino all'ingresso del successore, avvenuto il 12 giugno seguente. Si ritira a Caivano dove collabora nella sua parrocchia di origine, Sant'Antonio ai Cappuccini.
Nel corso del suo esercizio pastorale ha ricevuto la cittadinanza onoraria del comune di Belcastro nel 2006, quale arcivescovo di Crotone, e del comune di Cassano allo Jonio nel 2017, per i meriti acquisiti durante la reggenza di quelle diocesi.
È morto improvvisamente all'ospedale Cardarelli di Napoli nella serata del 26 febbraio 2020, all'età di 79 anni. Dopo le esequie, celebrate il 28 febbraio nella chiesa parrocchiale di Sant'Antonio ai Cappuccini in Caivano dal cardinale Crescenzio Sepe, arcivescovo di Napoli e presidente della Conferenza episcopale campana, viene sepolto nel cimitero comunale di Caivano.

## Genealogia episcopale
La genealogia episcopale è:
- Cardinale Scipione Rebiba
- Cardinale Giulio Antonio Santori
- Cardinale Girolamo Bernerio, O.P.
- Arcivescovo Galeazzo Sanvitale
- Cardinale Ludovico Ludovisi
- Cardinale Luigi Caetani
- Cardinale Ulderico Carpegna
- Cardinale Paluzzo Paluzzi Altieri degli Albertoni
- Papa Benedetto XIII
- Papa Benedetto XIV
- Papa Clemente XIII
- Cardinale Marcantonio Colonna
- Cardinale Giacinto Sigismondo Gerdil, B.
- Cardinale Giulio Maria della Somaglia
- Cardinale Carlo Odescalchi, S.I.
- Cardinale Costantino Patrizi Naro
- Cardinale Lucido Maria Parocchi
- Papa Pio X
- Papa Benedetto XV
- Papa Pio XII
- Cardinale Eugène Tisserant
- Cardinale Bernardin Gantin
- Arcivescovo Andrea Mugione